# Tazawako (stacja kolejowa)

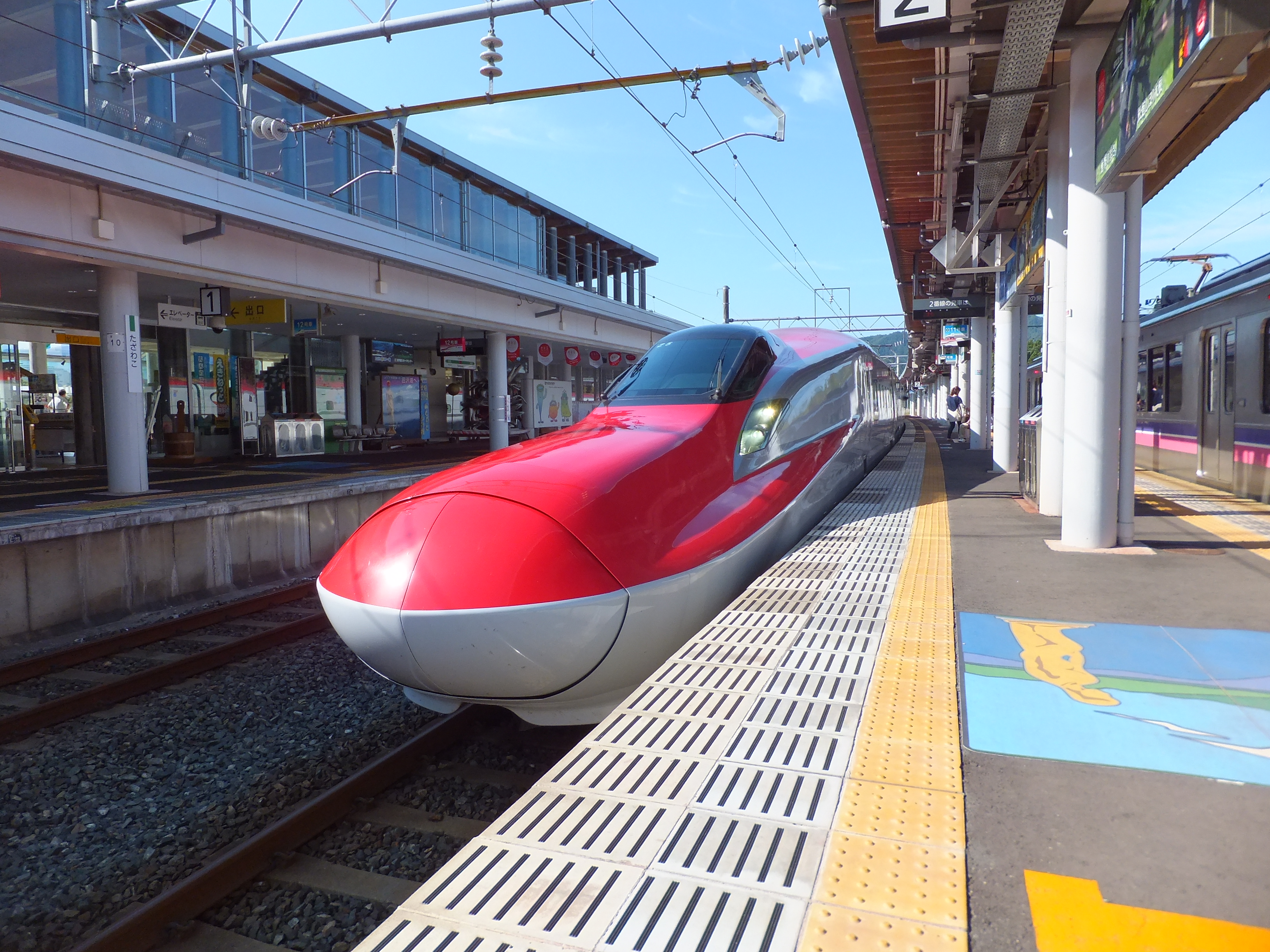
Perony

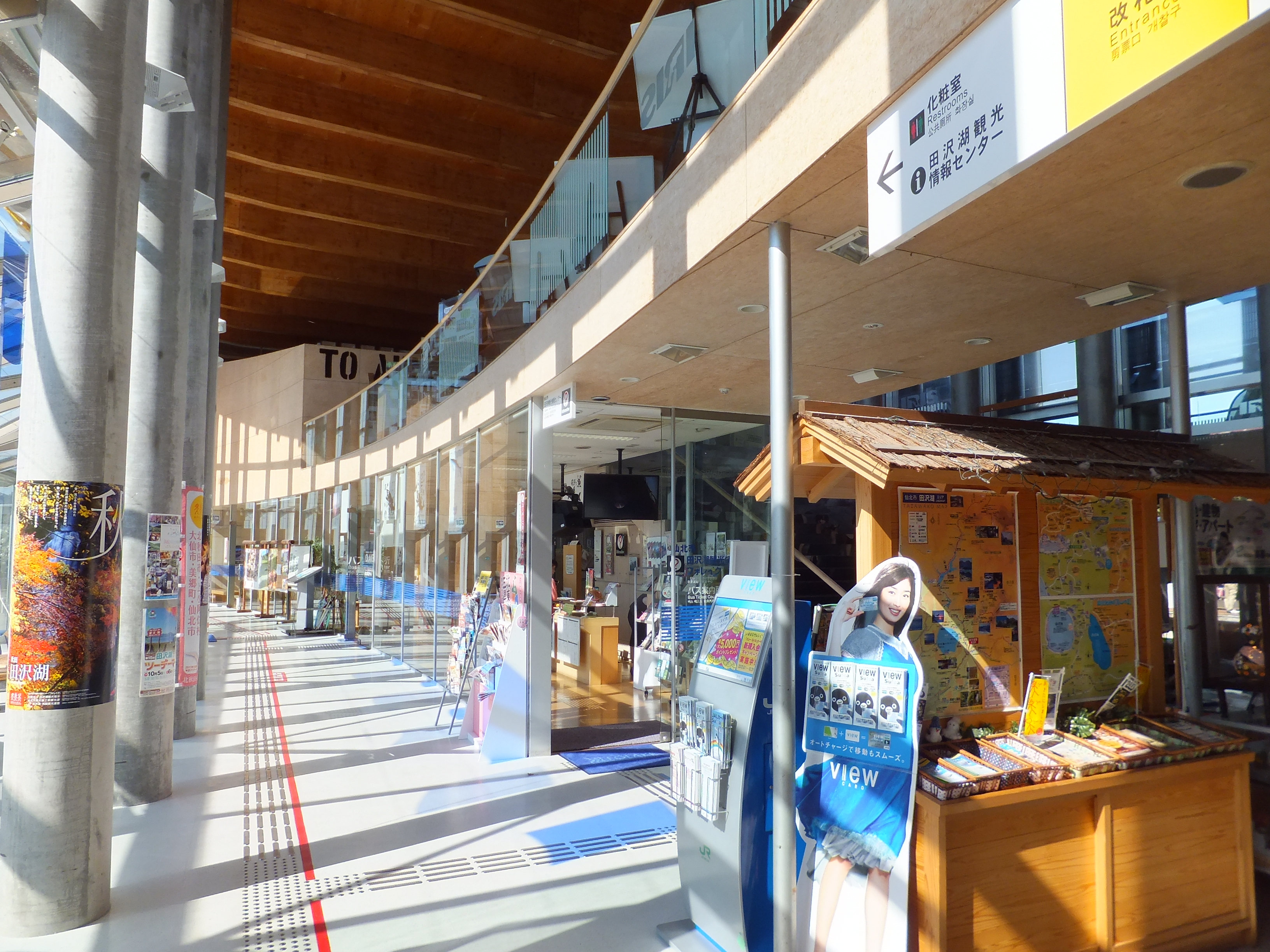
Wnętrze dworca

Tazawako (jap. 田沢湖駅 Tazawako-eki) – stacja kolejowa w Semboku w prefekturze Akita.

## Położenie
Stacja położona jest w dzielnicy Tazawako Obonai.

## Linie kolejowe
Stacja znajduje się na linii Tazawako-sen, między stacjami Akabuchi i Sashimaki oraz na linii Akita Shinkansen między stacjami Shizukuishi i Kakunodate.

## Historia
Otwarta została 31 sierpnia 1923 roku. W 2012 roku obsługiwała średnio 346 pasażerów dziennie.